# Моклячук Михайло Павлович
 Михайло Павлович Моклячук  (28 вересня 1948, с. Рожична Оратівського району Вінницької області) — український математик, доктор фізико-математичних наук, професор.

## Життєпис
Михайло Павлович Моклячук народився с. Рожична Оратівського району Вінницької області.
Освіту здобув у Київському державному університеті імені Тараса Шевченка, який у закінчив 1972 році.
У 1977 році захистив дисертацію на здобуття наукового ступеня кандидата фізико-математичних наук «Деякі задачі лінійного прогнозування однорідних випадкових полів» (науковий керівник — Ядренко Михайло Йосипович).
З 1976 року працює в Київському національному університеті імені Тараса Шевченка на кафедрі теорії ймовірностей та математичної статистики (з 2009 року кафедра теорії ймовірностей, статистики та актуарної математики).
У 1995 році захистив докторську дисертацію «Оцінки функціоналів від стохастичних процесів та випадкових полів».

## Науковий доробок
М. П. Моклячук є автором понад 200 наукових праць, в тому числі підручника, кількох монографій та навчальних посібників.
Основні праці
- Моклячук М. П. Варіаційне числення. Екстремальні задачі. Підручник. — 328 с. — К.: «Либідь», — 1994
- Моклячук М. П. Варіаційне числення. Екстремальні задачі. Підручник. — 380 с. — К.: ВПЦ «Експрес», — 2003  [Архівовано 19 листопада 2014 у Wayback Machine.]
- Моклячук М. П. Вариационное исчисление. Экстремальные задачи. Учебник. — 428 с. — Москва — Ижевск: «Институт компьютерных исследований», — 2006
- Моклячук М. П. Варіаційне числення. Екстремальні задачі. Підручник. — 399 с. — К.: ВПЦ «Київський університет», — 2010
- Моклячук М. П. Негладкий аналіз та оптимізація. Навчальний посібник. — 400 с. — К.: ВПЦ «Київський університет», — 2008  [Архівовано 4 березня 2016 у Wayback Machine.] [Архівовано 22 березня 2019 у Wayback Machine.][недоступне посилання з липня 2019]
- Моклячук М. П.  Лекції з теорії вибору та прийняття рішень. Навчальний посібник. — 256 с. — К.: ВПЦ «Київський університет», — 2007  [Архівовано 13 жовтня 2017 у Wayback Machine.] [Архівовано 24 січня 2020 у Wayback Machine.]
- Моклячук М. П.  Основи опуклого аналізу. Навчальний посібник. — 240 с. — К.: ТВіМС, — 2004  [Архівовано 5 липня 2016 у Wayback Machine.] [Архівовано 4 березня 2016 у Wayback Machine.]
- Моклячук М. П.  Дослідження операцій. Навчальний посібник. — 136 с. — К.: ВПЦ «Київський університет», — 2008 [недоступне посилання з липня 2019]
- Моклячук М. П.  Робастні оцінки функціоналів від стохастичних процесів. Монографія. — 320 с. — К.: ВПЦ «Київський університет», — 2008
- Моклячук М. П., Масютка О. Ю.  Мінімаксні оцінки функціоналів від стаціонарних процесів. Монографія. — 216 с. — К.: ВПЦ «Київський університет», — 2012
- Moklyachuk M . P., Masyutka О. Ю. Minimax-robust estimation technique for stationary stochastic processes. — 296 с. — Lambert Academic Publishing, — 2012  [Архівовано 4 березня 2016 у Wayback Machine.]
- Моклячук М. П., Ямненко Р. Є. Теорія вибору та прийняття рішень. Навчальний посібник. — 528 с. — К.: ВПЦ «Київський університет», — 2013 http://probability.univ.kiev.ua/userfiles/mmp/decion-lectures_6_10_2014.pdf
- Моклячук М. П., Щестюк Н. Ю. Оцінки функціоналів від випадкових полів: Монографія — 228 с.  — Уж. ПП «АУТДОР — ШАРК». — 2013
- Моклячук М. П. Збірник задач з варіаційного числення та методів оптимізації. Навчальний посібник. — 256 с. — К.: ВПЦ «Київський університет», — 2014 http://probability.univ.kiev.ua/userfiles/mmp/Moklyachuk-zadazhi-2014a.pdf
- Moklyachuk M., Golichenko I. Periodically Correlated Processes Estimates.  — 308 с. — Lambert Academic Publishing, — 2016 https://www.lap-publishing.com/catalog/details//store/gb/book/978-3-659-88507-5/periodically-correlated-processes-estimates [Архівовано 25 лютого 2022 у Wayback Machine.]
- Moklyachuk M., Masyutka O., Golichenko I. Estimates of Periodically Correlated Isotropic Random Fields. — 295 p.– New York, Nova Science Publishers. —  2018. https://novapublishers.com/shop/estimates-of-periodically-correlated-isotropic-random-fields/ [Архівовано 1 березня 2021 у Wayback Machine.]
- Moklyachuk M., Sidei M., Masyutka O.Estimation of Stochastic Processes with Missing Observations. — 318 p.– New York, Nova Science Publishers. —  2019. https://novapublishers.com/shop/estimates-of-stochastic-processes-with-missing-observations/ [Архівовано 1 жовтня 2020 у Wayback Machine.]
- Luz M., Moklyachuk M. Estimation of Stochastic Processes with Stationary Increments and Cointegrated Sequences. — 282 p.– Wiley — ISTE. –  2019 https://onlinelibrary.wiley.com/doi/book/10.1002/9781119663539 [Архівовано 25 лютого 2022 у Wayback Machine.]
- Moklyachuk M. Convex Optimization: Introductory Course. ISTE-Wiley, 272 p. — 2020 https://www.wiley.com/en-ie/Convex+Optimization:+Introductory+Course-p-9781119804086
- Moklyachuk M. (Editor) Stochastic Processes: Fundamentals and Emerging Applications. New York, NY: Nova Science Publishers (ISBN 978-1-68507-982-6), 530 p. — 2023 https://novapublishers.com/shop/stochastic-processes-fundamentals-and-emerging-applications/

## Нагороди
- Нагрудний знак МОН України «За наукові та освітні досягнення», 2019
- Обраний академіком Академії наук вищої школи України, 2016
- Лауреат Державної премії України в галузі освіти, 2012
- Грамота Міністерства освіти і науки України, 2007
- Відмінник освіти України, 2004
- Премія імені Тараса Шевченка Київського національного університету, 1999
- Премія молодих вчених Київського державного університету імені Тараса Шевченка 1977